# Melancholia (chanson)
Pour les articles homonymes, voir Melancholia.
Pistes de The Who Sell Out
Glittering Girl Someone's Coming
Melancholia (en français : « Mélancolie ») est une chanson du groupe britannique The Who de 1968, parue en 1994 dans Thirty Years of Maximum R&B puis en titre bonus dans l'édition remasterisée de The Who Sell Out (1995). Elle est écrite et composée par le guitariste du groupe Pete Townshend.
L'enregistrement, produit par Kit Lambert, s'est déroulé le 29 mai 1968 aux studios Advision de Londres.

## Sources et liens externes
- Notes sur The Who Sell Out
- Paroles de Melancholia
- Tablatures pour guitare de Melancholia